# 宇陀郡
宇陀郡（日语：／ Uda gun */?）為位於日本奈良縣東北部的郡。
現轄有以下兩村:
- 曾爾村
- 御杖村

在1880年實施郡區町村編製法時的轄區還包括現在的宇陀市大部分地區。

## 歷史
「宇陀」的地名早在8世紀完成的日本書紀和古事記中就已經出現，在令制國時代此地即屬於大和國。
8世紀的平安時代後，成為興福寺的莊園領地；在16世紀之前，屬於伊勢國國司北畠氏的勢力範圍，14世紀的南北朝時代也建立了秋山城（也稱為松山城）。
江戶時代初期，曾成為福島高晴的領地，建立宇陀松山藩；但1615年大坂夏之陣期間福島高晴遭懷疑暗中幫助豐臣氏，改由織田信長次子織田信雄成為藩主，直到1695年因織田家內部發生御家騷動，被該封至柏原藩後，此後成為幕府直屬的奈良奉行或五條代管所的知行領地，另有部分區域為旗本或是柳本藩的領地。
19世紀末明治維新後，這些區域曾先後隸屬奈良縣、柳本縣、堺縣、大阪府，直到1887年重新恢復設置奈良縣後，才再次隸屬奈良縣。
在1880年實施郡區町村編製法時，正式的設置了近代的行政區劃「宇陀郡」，並在式上郡三輪村（位於現在的櫻井市）設置「三輪郡役所」，由於郡役所同時也負責管轄周邊的式上郡、式下郡、宇陀郡，因此後來又改稱為「十市式上式下宇陀郡役所」。

### 沿革

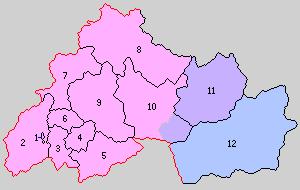
1889年宇陀郡轄下的行政區劃：
1.松山町、2.神戶村、3.政始村、4.宇太村、5.宇賀志村、6.伊那佐村、7.榛原村、8.三本松村、9.內牧村、10.室生村、11.曾爾村、12.御杖村
（桃色：現屬宇陀市、紫色：現屬曾爾村、青：未曾參與合併）

- 1889年4月1日：實施町村制，宇陀郡下設：松山町（日语：松山町 (奈良県)）、神戶村（日语：神戸村 (奈良県)）、政始村（日语：政始村）、宇太村（日语：宇太町）、宇賀志村（日语：宇賀志村）、伊那佐村（日语：伊那佐村）、榛原村（日语：榛原町 (奈良県)）、三本松村（日语：三本松村）、內牧村（日语：内牧村 (奈良県)）、室生村（日语：室生村）、曾爾村、御杖村。（1町11村）
- 1893年9月29日：榛原村改制為榛原町（日语：榛原町 (奈良県)）[1]。（2町10村）
- 1897年8月1日：實施郡制（日语：郡制），郡役所設於松山町。
- 1923年4月1日：廢除郡會和郡參事會。
- 1926年7月1日：廢除郡役所，此後郡不再作為行政區劃，只作為地名的表示。
- 1935年4月29日：宇太村改制為宇太町（日语：宇太町）。[1]（3町9村）
- 1942年2月11日：松山町、神戶村、政始村和吉野郡上龍門村（日语：上龍門村）合併為大宇陀町（日语：大宇陀町）。[1]（3町7村）
- 1954年7月1日：磯城郡櫻井町的笠間、安田地區和伊那佐村一同被併入榛原町。[1]（3町6村）
- 1954年10月1日：室生村的山粕地區被併入曾爾村。
- 1955年2月11日：三本松村、室生村和山邊郡東里村（日语：東里村 (奈良県山辺郡)）合併為新設立的室生村。[1]（3町5村）
- 1955年4月1日：內牧村被併入榛原町。[1]（3町4村）
- 1956年8月1日：宇太町和宇賀志村合併為菟田野町（日语：菟田野町）。[1]（3町3村）
- 1969年4月1日：櫻井市的柳、角柄地區被併入榛原町。[1]
- 2006年1月1日：大宇陀町、菟田野町、榛原町、室生村合併為宇陀市[1]，同時脫離宇陀郡。（2村）

### 變遷表
| 1889年4月1日   | 1889年 - 1912年            | 1912年 - 1944年              | 1945年 - 1954年                  | 1955年 - 1989年              | 1989年 - 現在             | 現在                      |
| -------------- | -------------------------- | ---------------------------- | -------------------------------- | ---------------------------- | ------------------------- | ------------------------- |
| 吉野郡上龍門村 | 吉野郡上龍門村             | 1942年2月11日 合併為大宇陀町 | 1942年2月11日 合併為大宇陀町     | 1942年2月11日 合併為大宇陀町 | 2006年1月1日 合併為宇陀市 | 2006年1月1日 合併為宇陀市 |
| 松山町         |                            | 1942年2月11日 合併為大宇陀町 | 1942年2月11日 合併為大宇陀町     | 1942年2月11日 合併為大宇陀町 | 2006年1月1日 合併為宇陀市 | 2006年1月1日 合併為宇陀市 |
| 神戶村         |                            | 1942年2月11日 合併為大宇陀町 | 1942年2月11日 合併為大宇陀町     | 1942年2月11日 合併為大宇陀町 | 2006年1月1日 合併為宇陀市 | 2006年1月1日 合併為宇陀市 |
| 政始村         |                            | 1942年2月11日 合併為大宇陀町 | 1942年2月11日 合併為大宇陀町     | 1942年2月11日 合併為大宇陀町 | 2006年1月1日 合併為宇陀市 | 2006年1月1日 合併為宇陀市 |
| 宇太村         | 宇太村                     | 1935年4月29日 改制為宇太町   | 1935年4月29日 改制為宇太町       | 1956年8月1日 合併為菟田野町  | 2006年1月1日 合併為宇陀市 | 2006年1月1日 合併為宇陀市 |
| 宇賀志村       |                            |                              |                                  | 1956年8月1日 合併為菟田野町  | 2006年1月1日 合併為宇陀市 | 2006年1月1日 合併為宇陀市 |
| 伊那佐村       | 伊那佐村                   | 伊那佐村                     | 1954年7月1日 併入榛原町          | 榛原町                       | 2006年1月1日 合併為宇陀市 | 2006年1月1日 合併為宇陀市 |
| 榛原村         | 1893年9月29日 改制為榛原町 | 1893年9月29日 改制為榛原町   | 1893年9月29日 改制為榛原町       | 榛原町                       | 2006年1月1日 合併為宇陀市 | 2006年1月1日 合併為宇陀市 |
| 內牧村         | 內牧村                     | 內牧村                       | 內牧村                           | 1955年4月1日 併入榛原町      | 2006年1月1日 合併為宇陀市 | 2006年1月1日 合併為宇陀市 |
| 山邊郡東里村   | 山邊郡東里村               | 山邊郡東里村                 | 山邊郡東里村                     | 1955年2月11日 合併為室生村   | 2006年1月1日 合併為宇陀市 | 2006年1月1日 合併為宇陀市 |
| 三本松村       |                            |                              |                                  | 1955年2月11日 合併為室生村   | 2006年1月1日 合併為宇陀市 | 2006年1月1日 合併為宇陀市 |
| 室生村         | 室生村                     | 室生村                       | 室生村                           | 1955年2月11日 合併為室生村   | 2006年1月1日 合併為宇陀市 | 2006年1月1日 合併為宇陀市 |
| 室生村         | 室生村                     | 室生村                       | 1954年10月1日 山粕地區併入曾爾村 | 曾爾村                       | 曾爾村                    | 曾爾村                    |
| 曾爾村         |                            |                              |                                  | 曾爾村                       | 曾爾村                    | 曾爾村                    |
| 御杖村         |                            |                              |                                  |                              |                           |                           |